# نادولنیک (استان اشوی‌داشکسیه)
نادولنیک (به لهستانی: Nadolnik) یک منطقهٔ مسکونی در لهستان است که در گمینا ستسمین واقع شده‌است.